# Diego de Arce y Reinoso
Diego de Arce y Reinoso Ávila y Palomares (25 de abril de 1587 – 18 de julho de 1665) foi um bispo espanhol que serviu como Grande Inquisidor da Espanha de 1643 a 1665 e como Bispo de Plasencia de 1640 a 1652, Bispo de Ávila de 1637 a 1640 e Bispo de Tui de 1635 a 1637.